# Prhovo (Pećinci, Srbija)
Prhovo (ćir.: Прхово) je naselje u općini Pećinci u Srijemskom okrugu u Vojvodini.

## Stanovništvo
Prema popisu stanovništva iz 2002. godine u naselju Prhovo živi 813 stanovnika, od čega 651 punoljetan stanovnik s prosječnom starosti od 40,2 godina (38,4 kod muškaraca i 41,8 kod žena). U naselju ima 256 domaćinstva, a prosječan broj članova po domaćinstvu je 3,18.
Prema popisu iz 1991. godine u naselju je živjelo 771 stanovnik.
| Etnički sastav 2002. |            |        |
| Narod                | Stanovnika |        |
| Srbi                 | 782        | 96,18% |
| Romi                 | 6          | 0,73%  |
| Hrvati               | 5          | 0,61%  |
| Makedonci            | 4          | 0,49%  |
| Crnogorci            | 1          | 0,12%  |
| Rumunji              | 1          | 0,12%  |
| Mađari               | 1          | 0,12%  |
| nepoznato            | 3          | 0,22%  |

| broj stanovnika | 862   | 817   | 938   | 849   | 746   | 771   | 813   |
|                 | 1948. | 1953. | 1961. | 1971. | 1981. | 1991. | 2001. |

## Vanjske poveznice
- Karte, položaj vremenska prognoza
- Satelitska snimka naselja  Arhivirana inačica izvorne stranice od 28. ožujka 2021. (Wayback Machine)